# Menighedsfakultetet
 Ikke at forveksle med Menighetsfakultetet.
Menighedsfakultetet (MF) i Aarhus er et privat oprettet, teologisk uddannelsesinstitution på universitetsniveau, der siden 1. september 2005 har tilbudt en bacheloruddannelse  i teologi under mottoet Teologi for kirkens skyld. De første otte år var bacheloruddannelsen akkrediteret gennem University of Wales, men fra 2013 til 2019 blev uddannelsen udbudt i samarbejde med University of South Africa i Pretoria. I starten af 2019 indledte Menighedsfakultetet et samarbejde med norske Fjellhaug Internasjonale Høgskole, og MFs bachelordannelse er nu norsk akkrediteret.
Menighedsfakultetet er oprettet ud fra ønsket om at tilbyde en teologiuddannelse på folkekirkens evangelisk-lutherske grundlag og begyndte sin første undervisning i 1972. Undervisningen har i årene 1972-2005 fungeret som et supplement til undervisningen ved Aarhus Universitet. Teologi- og religionsvidenskabsstuderende ved universitetet er velkomne til at deltage i undervisningen og i studiemiljøet på Menighedsfakultetet.

## Nuværende og tidligere fakultetsledere[2]
- 1985 - 2000: Leif Kristiansen
- 2000 - 2010: Ingolf Henoch Pedersen
- 2010 - 2015: Jørn Henrik Olsen
- 2015 - nu: Thomas Bjerg Mikkelsen

## Ekstern henvisning
- Menighedsfakultetet

|  | Denne artikel om en bygning eller et bygningsværk kan blive bedre, hvis der indsættes et (bedre) billede. Du kan hjælpe ved at afsøge Wikimedia Commons for et passende billede eller lægge et op på Wikimedia Commons med en af de tilladte licenser og indsætte det i artiklen. |

56°10′20″N 10°11′46″Ø / 56.17222°N 10.19611°Ø